# 旧穆捷
旧穆捷（法語：Vieil-Moutier）是法国北部-加来海峡大区加来海峡省的一个市镇，属于滨海布洛涅区代夫勒县。该市镇2009年时的人口为386人。

## 人口
旧穆捷人口变化图示
| 数据来源：INSEE |